# Karl Freund
Karl Freund (ur. 16 stycznia 1890 w Dvůr Králové nad Labem, zm. 3 maja 1969 w Santa Monica) – niemiecki operator i reżyser filmowy. Laureat Oscara za najlepsze zdjęcia do filmu Ziemia błogosławiona (1937) Sidneya Franklina.

## Filmografia
W trakcie prawie 55-letniej pracy wziął udział, jako operator filmowy, w realizacji 163 produkcji filmowych i telewizyjnych.

### Seriale/filmy TV
- 1951−1956: Kocham Lucy (152 odcinki)
- 1952−1956: Our Miss Brooks (126 odcinków)
- 1954−1955:
  - Willy (16 odcinków)
  - December Bride (9 odcinków)
- 1955: Those Whiting Girls (1 odcinek)
- 1960: Open Windows (film TV)

### Krótkometrażowe
- 1911:
  - Heißes Blut (czas: 42')
  - Der Liebling der Frauen
- 1912:
  - Pampulik kriegt ein Kind
  - Pampulik als Affe
  - Jadna majka
- 1913:
  - Pampulik hat Hunger
  - S1 (kryminał: 40')
  - Die Filmprimadonna (obyczajowy: 17')
  - Engelein - Mimisches Lustspiel (obyczajowy)
- 1914:
  - Zapatas Bande (20')
  - Das Feuer. Die alte Gnädige
- 1916:
  - Vordertreppe - Hintertreppe (melodramat: 40')
  - Die Räuberbraut (komedia)
- 1917: Der Liebesbrief der Königin
- 1918: Edelsteine - Phantastisches Drama in 4 Akten
- 1920: Das Dynamitduell
- 1921: Aus dem Schwarzbuch eines Polizeikommissars, 1. Teil - Loge Nr. 11 (kryminalny: 40')
- 1923: Die Austreibung (obyczajowy: 40')

### Fabularne
- 1913:
  - Die Suffragette (komedia: 60')
- 1914:
  - Aniołek (komedia: 49')
  - Das Kind ruft (obyczajowy)
  - Das Feuer (obyczajowy)
  - Noc wenecka (52')
  - Der Hund von Baskerville (horror: 65')
- 1915: Die Tochter der Landstraße
- 1916:
  - Die ewige Nacht
  - Engeleins Hochzeit
  - Der Sekretär der Königin (komedia)
  - Abseits vom Glück
  - Das wandernde Licht (obyczajowy: 53')
  - Bummelstudenten (komedia)
  - Gelöste Ketten
  - Der Mann im Spiegel (obyczajowy)
- 1917:
  - Feenhände
  - Die Ehe der Luise Rohrbach (obyczajowy)
  - Christa Hartungen
  - Die Prinzessin von Neutralien
  - Die Claudi vom Geiserhof
  - Höhenluft
  - Frau Eva (63')
  - Die Faust des Riesen
- 1918:
  - Gräfin Küchenfee
  - Auf Probe gestellt
  - Das Geschlecht derer von Ringwall
  - Agnes Arnau und ihre drei Freier (komedia)
  - Der tote Gast. Der Fall Rödern (kryminał)
  - Gefangene Seele (73')
  - Das Maskenfest des Lebens (obyczajowy)
  - Die Heimkehr des Odysseus
  - Die Sieger
  - Die blaue Laterne (56')
- 1919:
  - Die Dame, der Teufel und die Probiermamsell (obyczajowy)
  - Chłopiec w niebieskim (obyczajowy: 54')
  - Die Arche (70')
  - Rausch (obyczajowy)
  - Pająki (cz.1: Złote jezioro; western: 81')
  - Die letzten Menschen (60')
  - Die Gesunkenen
  - Die Entkleidete Braut (komedia)
  - Augen (obyczajowy)
- 1920:
  - Satanas (horror: 60')
  - Pająki (cz.2: Brylantowy statek; przygodowy: 104')
  - Die Nacht auf Goldenhall
  - Garbus i tancerka (horror: 50')
  - Der Schrecken im Hause Ardon (kryminał)
  - Głowa Janusa (horror: 107')
  - Katharina die Große (obyczajowy)
  - Golem (fantasy/horror: 76')
  - Die Frau im Delphin, oder 30 Tage auf dem Meeresgrund (obyczajowy)
- 1921:
  - Der verlorene Schatten (fantasy)
  - Verlogene Moral (obyczajowy: 64')
  - Der tote Gast (sensacyjny)
  - Der Schwur des Peter Hergatz
  - Die Ratten
  - Der Roman der Christine von Herre (60')
  - Kinder der Finsternis - 1. Der Mann aus Neapel (obyczajowy)
- 1922:
  - Louise de Lavallière (historyczny)
  - Marizza, genannt die Schmuggler-Madonna (obyczajowy: 50')
  - Kinder der Finsternis - 2. Kämpfende Welten (obyczajowy)
  - Czarcie pole (cz.2, obyczajowy: 98')
  - Lucrezia Borgia (historyczny: 75')
  - Herzog Ferrantes Ende
  - Das blinde Glück (obyczajowy)
- 1923:
  - Tiefland (obyczajowy: 67')
  - Der Tiger des Zirkus Farini
  - Der große Sensationsprozeß (obyczajowy)
- 1924:
  - Die Finanzen des Großherzogs (komedia: 80')
  - Michael (melodramat: 93')
  - Portier z hotelu Atlantic (dramat: 77')
- 1925:
  - Varieté (kryminał: 104')
  - Świętoszek (obyczajowy: 74')
- 1926: Manon Lescaut (melodramat: 99')
- 1927:
  - Metropolis (SF: 153')
  - Berlin, symfonia wielkiego miasta (dokumentalny: 65')
- 1928:
  - Doña Juana (obyczajowy)
  - A Knight in London (komedia)
- 1929: Fräulein Else (obyczajowy: 90')
- 1930:
  - Sleeping Partners (komedia: 71')
  - Na Zachodzie bez zmian (wojenny: 152')
  - The Lottery Bride (musical: 80')
  - The Boudoir Diplomat (komedia: 68')
- 1931:
  - Książę Dracula (horror: 75')
  - Zła siostra (obyczajowy: 68')
  - Up for Murder (obyczajowy: 68')
  - Personal Maid (melodramat: 74')
  - Strictly Dishonorable (komedia: 91')
- 1932:
  - Mumia
  - Zabójstwa przy Rue Morgue (horror: 61')
  - Scandal for Sale (obyczajowy: 75')
  - Boczna ulica (melodramat: 93')
  - Air Mail (przygodowy: 84')
  - Afraid to Talk (kryminał: 69')
- 1933: The Kiss Before the Mirror (sensacyjny: 69')
- 1936:
  - Król kobiet (musical: 176')
  - Dama kameliowa (melodramat: 109')
- 1937:
  - Ziemia błogosławiona (melodramat: 138')
  - Dla kobiety (biograficzny: 118')
  - Pani Walewska (historyczny: 113')
- 1938:
  - Man-Proof (komedia: 75')
  - Trzej towarzysze (melodramat: 98')
  - Port siedmiu mórz (melodramat: 81')
  - Letter of Introduction (komedia: 104')
- 1939:
  - Tail Spin (obyczajowy: 84')
  - Rose of Washington Square (musical: 86')
  - Złoty chłopiec (dramat/sport: 99')
  - Barricade (przygodowy: 71')
  - Balalajka (musical: 102')
- 1940:
  - The Earl of Chicago (obyczajowy: 87')
  - Green Hell (przygodowy: 87')
  - Florian (obyczajowy: 91')
  - We Who Are Young (melodramat: 80')
  - W pogoni za mężem (melodramat: 118')
  - Keeping Company (obyczajowy: 80')
- 1941:
  - Kwiaty pokryte kurzem (biograficzny: 99')
  - The Chocolate Soldier (musical: 102')
- 1942:
  - Tortilla Flat (komedia: 105')
  - The Affairs of Martha(komedia: 66')
  - The War Against Mrs. Hadley (obyczajowy: 86')
  - Jankes w Eton (komedia: 88')
- 1943:
  - Du Barry Was a Lady (musical: 101')
  - Cry „Havoc” (wojenny: 97')
  - A Guy Named Joe (wojenny: 120')
- 1944:
  - Siódmy krzyż (wojenny: 112')
  - The Thin Man Goes Home (komedia: 100')
- 1945:
  - Bez miłości (komedia: 111')
  - Dangerous Partners (przygodowy: 74')
- 1946:
  - A Letter for Evie (komedia: 89')
  - Two Smart People (kryminał: 93')
  - W kręgu zła (film noir: 116')
- 1947:
  - This Time for Keeps (musical: 105')
  - That Hagen Girl (obyczajowy: 83')
- 1948:
  - Wallflower (komedia: 77')
  - Key Largo (kryminał: 100')
  - The Decision of Christopher Blake (melodramat: 75')
- 1949: South of St. Louis (western: 88')
- 1950:
  - Montana (western: 76')
  - Tytoń (melodramat: 110')
- 1953: I Love Lucy (komedia: 80')

## Nagrody
- Nagroda Akademii Filmowej 1937: Ziemia błogosławiona